# Félix Ireta Viveros
Félix Ireta Viveros nacido en la villa de Zinapécuaro el 20 de noviembre de 1892 fue un militar y político mexicano, fue gobernador del estado de Michoacán de 1940 a 1944.

## Biografía
Félix Ireta Viveros nació en la entonces villa de Zinapécuaro el 20 de noviembre de 1892 en una casa ubicada sobre calle Barranca Seca, fruto de Jacinto Ireta y Ramona Viveros. 
Inició su educación primaria en su pueblo natal, cuando en aquel entonces sólo se estudiaba hasta el cuarto año en esta región. Posteriormente ingresó como empleado meritorio en la Administración de Rentas. 
A sus 17 años de edad estuvo en Huajúmbaro como secretario de tenencia y como maestro de escuela. De ahí volvió a Zinapécuaro como meritorio de la Prefectura donde llegó a ser primer escribiente y después secretario. 
En 1909 ingresó al Club Política Maderista que encabezó Felipe Rivera, que en aquel entonces era director intelectual de esta vasta región. 
Poco tiempo después fue designado como maestro rural y secretario de San Bartolomé Coro, además de cumplir con la enseñanza asesoró al jefe indígena (cacique) Florencio Ruiz, para que pudiera recuperar las tierras que le habían sido arrebatadas por los dueños de la inmensa Hacienda de Queréndaro. 
En sus sueños de juventud y habiéndose dado cuenta de los abusos que se cometían en las administraciones gubernamentales, y en los trabajos del campo con los campesinos por parte de los dueños de las haciendas, decidió tomar parte de la lucha armada y se adhirió a las tropas de Altamirano, donde militó por varios años. 
Ya incorporado al ejército se unió al movimiento en contra del usurpador (cuartelazo de Victoriano Huerta) a las órdenes del general Félix Bañuelos, iniciándose con el grado de subteniente, así paso a la División del Norte. 
Entre los años de 1913 a 1919 su participación más importante fue en la famosa Batalla de Celaya, en la que fue derrotada la División del Norte. 
También participó en la Batalla de León y en la Toma de Morelia en el año de 1919, donde se detalla paso a paso es en el libro El último caudillo editado en 1920 por Luis Monroy Durán. 
Otro de sus biógrafos fue el ilustre maestro, historiador, constituyente Jesús Romero Flores, quien lo cataloga como «el general Félix Ireta Viveros, un soldado del pueblo, que ha servido a su pueblo». 
Los generales que tuvo como jefes fueron: Félix Bañuelos, Altamirano y Armando Flores. 
Ya en 1920 ingresa al Ejército federal con el grado de coronel, al mando del general Lázaro Cárdenas del Río, que era jefe de operaciones militares en Michoacán. 
Fue en ese entonces cuando nació la gran amistad que tuvieron los dos militares, Cárdenas e Ireta. amistad que compartieron con el General Francisco J. Mújica y con el General José Tafolla Caballero.  Entre los años 1920 a 1922 fue asignado para batir varios levantamientos en contra del gobierno del general Francisco J. Mújica, teniendo bajo el mando el 54 Regimiento de Caballería. 
El gobernador Sideronio Sánchez Pineda (1923) solicita al Ejército para que organice la agrupación militar que llamó Cuerpo Rural del Estado, facilitando armamento, jefes y oficialidad, integrándole así al cuerpo de dicha agrupación. 
Esta era la situación del general Ireta, cuando surgió el movimiento Huertista. Fue responsabilidad de sus valientes rurales combatir a los grupos o partidarios de la azolada que empezaron a surgir en diferentes puntos del estado. 
Cierto día, estando en Zinapécuaro, lugar al que acudía tan luego como tenía oportunidad, entre combate y combate; recibió un telegrama fechado el 16 de enero de 1924, en Irapuato, Guanajuato, a bordo del tren presidencial, «jefe de operaciones en el estado, me han informado de actividades y eficiencia desplegada para batir a los rebeldes Calderón y Cárdenas». 
Ya en el año de 1929, con el Movimiento Escobarista, se le ordena que su 26 Regimiento se una a la columna que mandaba el general Lázaro Cárdenas del Río para batir a los sublevados en los estados de Zacatecas, Durango, Coahuila y Sinaloa, siendo la batalla más importante la realizada en la Quebrada del Limón, Sinaloa, contra las fuerzas escobaristas de los generales Manzo, Tepete, Cruz , entre otros. 
En 1930 se ordena regresar a Michoacán, región Jiquilpan, para continuar la campaña contra de los cristeros. 
Un año después con su 26 Regimiento forma parte de la Guardia Presidencial, con el general Pascual Ortiz Rubio. 
En 1938 es ascendido a general de brigada, quedando encargado como agregado al cuartel general de la XXI Zona Militar de Morelia, de la que asume el mando el 16 de mayo permaneciendo hasta el 15 de agosto de 1939, ese mismo año por indicaciones de la Secretaría de la Defensa Nacional asume el cargo de director de las reservas del Ejército en la Secretaría de Guerra y Marina. 
El 15 de septiembre de 1940, el general Ireta es nombrado gobernador del estado de Michoacán por el voto popular, convirtiéndose así en el XXVII gobernador constitucional, terminado el 14 de septiembre de 1944. 
En el año de 1945 permanece en el Rancho La Bartolilla en Zinapécuaro, de 1946 a 1952 es electo senador de la República, durante el periodo presidencial de Miguel Alemán Valdez, en cuyo cargo sucedió lo que él llamó «un penoso incidente»: El 22 de octubre de 1947 fue desaforado por el Gran Jurado de la Cámara de Diputados, por los presuntos delitos de falsificación de documentos, uso de tres documentos falsos y tentativa de fraude punible. En consecuencia, causó baja como senador y el Senado llamó a su suplente que otorgó protesta el 6 de noviembre de 1947. Sin embargo, el 28 de abril de 1951 fue absuelto por el juez penal, por lo que regresó a sus funciones como senador el 30 de noviembre de 1951.
Del 1 de julio de 1954 al 16 de julio de 1970 fue comandante de la XXI Zona Militar en Morelia, ese mismo año se retira a la vida privada. 
En su tierra natal, Ireta Viveros impulsó una serie de obras en escuelas, teatros, mercado (hoy Casa de la Cultura y las Artesanías), el agua potable, redes de riego, carreteras y el panteón. 
La noche del 26 de octubre de 1978 falleció víctima de una enfermedad terminal. Al día siguiente se le hicieron honores como exgobernador y por la tarde fue llevado a sepultar en el cementerio de esta localidad.